# Paralimnophila indecora
Paralimnophila indecora är en tvåvingeart som först beskrevs av Alexander 1922.  Paralimnophila indecora ingår i släktet Paralimnophila och familjen småharkrankar. Inga underarter finns listade i Catalogue of Life.